# 阿曼宗教
阿曼宗教(2020)
阿曼的國教是伊斯蘭教，大部分阿曼公民是穆斯林（伊巴德派、遜尼派和什葉派），佔阿曼總人口85.9％。其他宗教信仰有基督宗教（6.5％）、印度教（5.5％）、佛教（0.8％）、猶太教（<0.1%）、其他宗教（1％）和無宗教（0.2％）。阿曼的穆斯林大部分屬於伊斯蘭教伊巴德派。阿曼的非穆斯林幾乎都是外國人士。

## 伊斯蘭教
2014 年，大多數阿曼穆斯林屬於伊巴德派，其次是遜尼派；2021年，估計有 45% 的阿曼穆斯林屬於伊巴德派，45% 屬於遜尼派，5% 屬於什葉派。

## 其他宗教

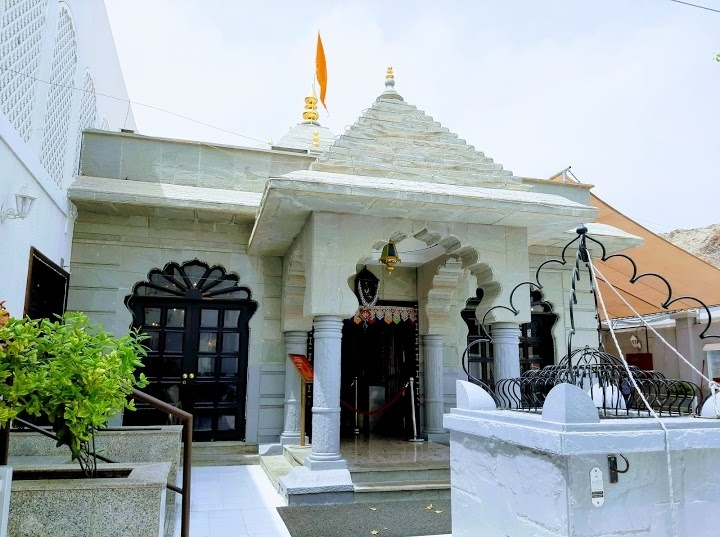
濕婆神廟(馬斯喀特)是中東最古老的印度教寺廟之一。

阿曼其他宗教信徒佔5% ，非穆斯林宗教社群包括耆那教、佛教、瑣羅亞斯德教、錫克教、巴哈伊、印度教和基督宗教。
基督徒社群集中在馬斯喀特、蘇哈爾和塞拉萊的地區。基督徒宗派包括東正教、天主教和新教，並按照語言和族群進行崇拜。馬斯喀特地區有50多個不同的基督教派團體和崇拜活動，由來自東南亞的外籍移工組成。
印度裔外籍人士中有基督徒和印度教徒，在馬斯喀特有兩間印度教寺廟。錫克教在阿曼也有社群存在，但沒有錫克教廟宇，只有許多臨時的小型錫克教神壇。2008年，印度政府與阿曼政府簽署了一項協議為興建一座錫克教廟宇，但在進展緩慢。
阿曼還有一個小型的猶太社區。